# 電子書籍
電子書籍（でんししょせき）とは、紙ではなく電子的に記録され、画面で読む本や雑誌をいう。電子ブック、デジタル書籍、デジタルブック、Eブック、オンライン書籍とも呼ばれる。PCやスマートフォン、タブレットで閲覧用アプリを用いたり、電子書籍リーダーなどで閲覧する。既に出版された印刷書籍を電子ファイル化することで、印刷、製本、在庫確保、流通、その他経費を大幅に削減し再販でき、絶版を避けられる。また個人が出版社などを介することなく独自で出版できるのも電子書籍の魅力である。電子書籍の買い方として、購入した電子書籍サービスに登録し、そのアプリ内で購入する方法が一般的である。

## 歴史

### 1970年代
- 1971年 - マイケル・S・ハートが著作権が切れた作品を電子書籍化しインターネット上で公開する電子図書館「プロジェクト・グーテンベルク」を創設。ハートがプロジェクト・グーテンベルクに入力した「アメリカ独立宣言」が世界初の電子書籍とされる[3]。

### 1980年代
- 1985年11月 - 三修社が日本初のCD-ROM『最新科学技術用語辞典』発売[4]。
- 1986年7月 - 日本電子出版協会が設立される[4]。
- 1987年7月 - 岩波書店が『広辞苑第三版』CD-ROM発売[4]。当初は富士通のワープロOASYS100用であった。

### 1990年代
- 1990年7月 - ソニーが電子ブックプレーヤー「DATA Discman DD-1」発売[4]。
- 1993年6月 - アドビシステムズ（現：アドビ）よりPDF作成ソフトであるAdobe Acrobat発売。
- 1993年11月 - ボイジャー社がエキスパンドブック日本語版を発売。当初はApple社MacintoshのHyperCardベースだった。
- 1993年11月 - NECが「デジタルブック」を発売[5]。
- 1995年11月 - フジオンラインシステム（現：株式会社パピレス）が、日本初の電子書籍ストア「電子書店パピレス」を開始[6]。
- 1995年 - ボイジャー社よりエキスパンドブック・ツールキットⅡ発売。当初はMacintoshのみだったが、後にWindowsに対応した。
- 1995年12月 - 新潮社がCD-ROM版『新潮文庫の100冊』発売[5]。エキスパンドブックを採用。
- 1996年7月 - アオキシステムが、「ソフトアイランド」（現DLsite）を開始。個人出版のデジタルコミックを販売。
- 1997年2月 - マイクロソフト、CD-ROM版「エンカルタ97 エンサイクロペディア日本語」を発売[7]。
- 1997年6月 - 凸版印刷、電子書籍ダウンロードサイト「BookPark（コンテンツパラダイス→ビットウェイブックス）」を実験開始[7]。
- 1997年8月 - 電子図書館「青空文庫」を公開[8]。
- 1997年10月 - 富士ゼロックス（現:富士フイルムビジネスイノベーション）が新規事業としてオン・デマンド出版サービスBookParkを運営開始。
- 1997年12月 - 光文社が『光文社電子書店』を開始[9]。
- 1998年6月 - ボイジャー社がT-Timeをリリース[7]。
- 1998年7月 - デジタル書店「グーテンベルク21」を開始。
- 1998年11月 - 米国NuvoMediaが電子書籍リーダー「Rocket eBook」を発売[10]。
- 1999年6月 - シャープ、ザウルス向けの電子書籍サービス「ザウルス文庫」を開始[7]。
- 1999年11月 - 電子書籍コンソーシアムが通信衛星を利用して電子書籍を配信するブックオンデマンドシステム総合実証実験を開始。
- 1999年12月 - 光文社、講談社、角川書店、集英社、新潮社、中央公論新社、徳間書店、文藝春秋の出版社8社が共同で出版社の権利保護（直交渉阻止）を目的として電子文庫出版社会を発足[11]。

### 2000年代
- 2000年3月 - スティーヴン・キングの『ライディング・ザ・ブレット』が、オンラインの発表後48時間で50万部を売り上げる[7]。
- 2000年3月 - PDA向けの電子書籍サイト「POCKETパピレス」が開設[7]
- 2000年7月 - ボイジャーがウェブブラウザ上でテキストの縦書き表示を行うシステム「ドットブック/たて書き・立ち読みシステム」のライセンス販売を開始[12]。
- 2000年7月 - DMMがDMM内でオンラインコミックを開始
- 2000年9月 - 出版社8社の電子文庫出版社会が電子文庫ストア「電子文庫パブリ」を開設[13]。
- 2000年12月 - イーブックイニシアティブジャパンが「10DayBook」を開始[7]。
- 2001年3月 - 大日本印刷が、電子書籍とオンデマンド本の販売サイト「ウェブの書斎」を開始[14]
- 2001年6月 - イーブックイニシアティブジャパンが、インターネットカフェ「Necca」へ電子書籍サービスを提供開始。
- 2001年7月 - ザウルス文庫でXMDF形式の電子書籍の販売開始[7]
- 2001年10月 - アドビシステムズが「Acrobat eBook Reader」の無償ダウンロードを開始[7]
- 2001年11月 - 凸版印刷がPDA向け有料コンテンツポータルサイト「@irBitway」を開始[7][15]
- 2001年11月 - ミュージック・シーオー・ジェーピーがPocket PC・Windows CE向けの電子書籍サイト「PDABOOK.JP」を開始[16]
- 2002年1月 - 新潮社とNECインターチャネルが共同で有料小説配信サービス「新潮ケータイ文庫」をEZweb公式メニューで開始。
- 2002年6月 - イーブックイニシアティブジャパンとハドソンが、岩波文庫電子版を岩見沢市立図書館に提供[17]。
- 2002年10月 - NTTドコモが「M-stage book」を開設[7]
- 2002年12月 - シャープが「Space Townブックス」を開設[7]
- 2003年4月 - 楽天が「楽天ダウンロード」を開設[7]
- 2003年4月（日本語版は5月） - アドビシステムズがAcrobat 6.0から、Acrobat eBook Readerの機能を「Adobe Reader」(Acrobat Reader)に統合する[18][19]。
- 2003年8月 - 角川デジックス（現：角川アスキー総合研究所）とバンダイネットワークスが、NTTドコモiモード向け電子書籍『文庫読み放題』をサービス開始。
- 2003年6月 - シャープが「シャープスペースタウン」にてJ-SH53（J-フォン）向けの電子辞書SDカードや電子書籍を販売開始[20]。
- 2003年6月 - シャープが、J-フォン向けの電子書籍配信サービス「ケータイ電子書店Space Townブックス」を開始[7]
- 2003年6月 - ミュージック・シーオー・ジェーピーが、EZweb向けの電子書籍配信サービス「快読！ケータイBookクラブ」を開始[21]
- 2003年8月 - 角川書店が「文庫読み放題」を開設[7]

- 2003年10月 - パピレスがEZweb向け電子書籍販売サイト「電子書店パピレス」を開始[22]。
- 2003年12月24日 - 凸版印刷が、CDMA 1X WIN向けに「Handyブックショップ（現：ブッコミ）」を開設し、世界初の携帯電話向け電子コミック配信サイトを開始[23]。
- 2004年2月 - ミュージック・シーオー・ジェーピー、EZweb向けの電子書籍配信サービス「どこでも読書」を開始
- 2004年2月 - 松下電器産業（現：パナソニックホールディングス）が電子書籍リーダー「Σブック」を発売[24]
- 2004年4月 - ソニーが、E Inkディスプレイを採用した電子書籍リーダー「LIBRIe」を発売[25]。
- 2004年8月16日 - NTTソルマーレがFOMA900 i専用のiモード公式サイト「コミックi（現：コミックシーモア）」をサービス開始
- 2004年12月 - Googleが提携図書館の蔵書をデジタル化し、検索可能にするGoogle Print Library Projectを発表。
- 2005年 - Amazon.comが、フランスの電子書籍ソフトウェア会社Mobipocket.comを買収。
- 2005年9月 - 白泉社とキャラウェブが、携帯向けコミック配信サイト「白泉社e-コミックス」を開始[26]
- 2005年11月 - リイド社が、携帯電子書籍販売サイト「コミックリイド」を開始
- 2005年12月 - 小学館が、携帯向け電子コミック配信サイト「コミック小学館ブックス（現：小学館eコミックストア）」を開始
- 2006年4月 - ビービーエムエフが、携帯電話向け電子コミックサイト「ケータイ★まんが王国」を開始
- 2006年5月 - 集英社が、携帯向け電子コミック配信サイト「集英社マンガカプセル」を開始
- 2006年9月 - コミック出版社22社が、「デジタルコミック協議会」を発足[27]。
- 2006年9月 - コミックジェイピーが、iモード向け電子コミック配信サイト「comic.jp（現：コミック.jp）」を開始
- 2006年11月- インフォコムが、携帯向け電子書籍サービス「めちゃコミックス（現：めちゃコミック）」「めちゃブックス」を開始[28]
- 2007年3月 - 新潮社、有料月刊コミック誌「デジコミ新潮ｃｏ㎡」を創刊。
- 2007年4月 - パピレスが、電子コミックレンタルサービス『電子貸本Renta』を開始。
- 2007年5月 - 小学館が電子コミック誌「モバイルフラワー」を創刊。
- 2008年7月 - 大日本印刷が、携帯向け電子コミック配信サイト「まんがこっち」を開始
- 2007年5月 - 小学館がソフトバンク･テクノロジーと共同印刷とデジタルカタパルトとの協業により、電子書籍オンライン配信サービス「ソク読み」を開始[29]。
- 2007年9月 - International Digital Publishing Forum（国際電子出版フォーラム）が、電子書籍フォーマットEPUBをリリース。
- 2007年10月 - フランスBookeeが、電子書籍リーダーCybook Gen3を発売。
- 2007年11月 - 紀伊國屋書店 、米国「OCLC NetLibrary」を通じ、日本の学術・教養書の電子版をインターネットで提供するサービスを開始。
- 2007年11月 - 千代田区立図書館、インターネット上で電子書籍の貸出･返却ができるサービス「千代田Web図書館」を開始。
- 2007年11月 - Amazon.comが、電子書籍リーダー「Kindle」を発売し、電子書籍ストア『Kindleストア』を開設。
- 2007年12月 - ネクシィーズグループブランジスタが無料電子雑誌「旅色」を創刊。
- 2008年7月 - 大日本印刷とその子会社am3が、ニンテンドーDS向け動画・書籍配信「DSvision」を開始。
- 2008年10月 - 東京都書店商業組合、ACCESSとの協業で電子書籍販売モバイルサイト「ケータイ書店Booker's」を開始。
- 2009年4月 - Amazon.comが、iPhone用電子書籍リーダーStanzaの提供元のLexcycleを買収。
- 2009年 - Amazon.comが、書籍出版部門Amazon Publishingを設立。
- 2009年11月 - バーンズ・アンド・ノーブルが、電子書籍リーダーNookを発売。
- 2009年12月 - ソニー・コンピュータエンタテインメントジャパンがPlayStation Storeより PlayStation Portable向けコミックコンテンツの配信開始。

### 2010年代
- 2010年1月 - Appleが「iPad」発売。俗に「電子書籍元年」と呼ばれる。
- 2010年2月 - 任意団体電子文庫出版社会を発展させる形で出版社31社が、一般社団法人日本電子書籍出版社協会を設立。
- 2010年5月 - カナダKoboが、電子書籍リーダーKobo eReaderを発売。
- 2010年11月 - 大日本印刷が、電子書籍販売サイト「ウェブの書斎」をリニューアルし、ハイブリッド型総合書店「honto」を開始[30]
- 2010年12月 - 紀伊國屋書店が、一般向け電子書籍販売サービス「紀伊國屋書店BookWebPlus」を開始。
- 2010年12月 - 株式会社角川コンテンツゲートが、電子書籍配信プラットフォーム「BOOK☆WALKER」iPad/iPhone版を開始
- 2011年3月 - ジャイブの月刊コミック誌「コミックラッシュ」、紙媒体から有料電子書籍に完全移行。
- 2011年11月 - Amazon.comが、電子書籍リーダーKindle Fireを発売。
- 2011年 -　Bookeenが電子書籍ストア『BookeenStore.com』をフランス語で開始。
- 2012年1月 - 楽天 が、カナダの電子書籍事業者Koboを買収。
- 2012年4月 - 出版社、版元ドットコム、産業革新機構、大日本印刷、凸版印刷が、電子出版ビジネスのインフラ整備を実現する目的で出版デジタル機構を設立。
- 2012年7月 - Koboが、「koboイーブックストア」を通じて日本での電子書籍サービスを開始[31]
- 2012年10月 - Amazon.co.jpが、電子書籍ストア『Kindleストア』日本版を開始。
- 2012年10月 - 集英社が、電子コミック配信アプリ「ジャンプBOOKストア!」をAppStoreにて配信開始[32]
- 2012年12月 - リブリカ、ニンテンドー3DS向け電子書籍配信サービス『どこでも本屋さん』を開始。
- 2013年4月 - LINE株式会社（現：Aホールディングス）が、電子コミックサービス「LINE マンガ」を開始[33]
- 2013年7月 - デンマークのMofiboが、無制限の読書サービスを開始。
- 2013年9月 - Oyster（英語: Oyster (company)）が、電子書籍読み放題サービスを開始。
- 2013年10月 - NHN PlayArt株式会社（現：NHN JAPAN株式会社）が、縦スクロール形式フルカラーのコミック配信サービス「comico（コミコ）」（PC向けWeb版・iPhone/Android向けアプリ）を提供開始[34][35]。
- 2014年7月 - NTTドコモが、電子雑誌の定額読み放題サービス「dマガジン」を開始[36]。
- 2014年7月 - Amazon.comが、Digital Comic Book StoreのComiXologyを買収。
- 2014年7月 - Amazon.comが、電子書籍読み放題サービス『Kindle Unlimited』を開始。
- 2014年9月22日 - 集英社が、マンガ誌アプリ「少年ジャンプ+」を提供開始。
- 2015年12月 - Playster（英語: Playster）が、電子書籍やオーディオブックの電子書籍読み放題サービスを開始。
- 2016年4月 - カカオジャパン（現：カカオピッコマ）が、マンガアプリ「ピッコマ」を開始
- 2016年8月 - Amazon.co.jpが、電子書籍読み放題サービス『Kindle Unlimited』日本版を開始。
- 2017年3月 - メディアドゥが、産業革新機構から出版デジタル機構の株式を取得し、子会社化。
- 2018年4月 - アムタス、イーブックイニシアティブジャパン、NTTソルマーレ、パピレス、ビーグリーが発起人となり、日本電子書店連合を発足[37]。
- 2018年11月 - デジタルコミック協議会及び一般社団法人日本電子書籍出版社協会によって設立された正規版マーク事業組合が、電子書籍の正規配信サービスであることを示す「ABJマーク」を制定[38]

### 2020年代
- 2020年7月 - KADOKAWA、講談社、集英社、小学館、メディアドゥホールディングス（現・メディアドゥ）、公益社団法人日本漫画家協会の設立時社員6名によって、ネット上の海賊版対策の中核として一般社団法人ABJを設立[39]
- 2022年2月 - 一般社団法人日本電子書籍出版社協会が、令和3年10月の一般社団法人デジタルコミック協議会との合併を経て、一般社団法人デジタル出版者連盟（通称：電書連）に社名変更。

## 電子書籍市場

### 日本の電子書籍市場
公益社団法人全国出版協会・出版科学研究所によると、広告収入は含まない2021年の電子出版市場は4662億円で、内訳は、電子コミックが4114億円、電子書籍449億円、電子雑誌99億円だった。特にコミック市場は2019年の紙コミック2387億円（紙コミック誌を含む）・電子コミック2593億円（電子コミック誌を含む）以降、電子書籍が紙を上回っている。

### アメリカの電子書籍市場
米国出版社協会の2021年年次報告書によると電子書籍の収益は19億7000万ドルだった。

## 電子書籍フォーマット

### 主要な電子書籍フォーマット
EPUB
米国の電子書籍標準化団体IDPFが推進するXMLベースのオープン規格。2011年のEPUB3より縦書きやルビがサポートされ、日本語への対応が向上した。国内、海外の複数の電子書籍ストアで採用されている。

AZW
Amazon Kindle用の電子書籍フォーマットである。AmaZon Wispernetの略と言われる。仏Mobipocket社の開発した「Mobipocket」フォーマット（MOBIフォーマット）がベースとなっており、Amazonによる同社の買収でKindle用の電子書籍フォーマットに転用された。なおDRM保護のされていないMOBIフォーマットの電子書籍はKindleで読むことが可能である。EPUB形式からの変換は「Kindle ダイレクト・パブリッシング」で公開されている「KindleGen」 というツールで、行うことが出来る。
Kindle Format 8
2011年、従来のMOBIフォーマットに代わって採用されたAmazon Kindle用のフォーマットである。略称はKF8またはAZW3。Kindle FireがKF8をはじめてサポートした電子書籍リーダーとなった。KF8はHTML5およびCSS3をベースにしており、拡張子は従来同様、.mobiまたは.azwが使用される。
.book（ドットブック）
日本のボイジャーが1990年代に開発した「エキスパンドブック (EBK) 形式」の後継フォーマットである。縦書きやルビをサポートしており、文芸作品や漫画単行本の電子書籍・携帯コミック化に採用されている。ビューワーソフトとして「T-time」が公開されており、有償版ではファイルの自作も可能である。2005年頃に携帯コミックのビューワーがセルシスの「ComicSurfing」と統合され「BookSurfing Reader」となり、2013年現在も携帯アプリを用いる携帯コミックでは主流フォーマットとなっている。ビットウェイが供給するウェブコミックサイトでも多く採用されており、日本の漫画においては主要なプラットフォームである。
XMDF
シャープが開発した電子書籍コンテンツのフォーマットである。大手出版社21社が参加する日本電子書籍出版社協会運営の「電子文庫パブリ」などで利用されている。専用リーダーソフトとして「ブンコビューア」でZaurus、PalmOS、Pocket PC、HandheldPC、Windows向けが無料で公開されている。
他にもプレーンテキスト、PDFといった汎用文書フォーマットが商業電子書籍販売に利用されることもあり、JPEGやPNGといった標準的な画像フォーマットで書面を保持すれば静止画閲覧ソフトがそのまま電子書籍閲覧ソフトとして利用できる。

### リフロー型とフィックス型

リフロー型レイアウト　画面サイズの変更に追随して改行位置が変わる。

電子書籍は同じフォーマットでも、そのレイアウト（文章と画像の配置）の形式によりリフロー（再流動）型とフィックス（固定）型に分類される。
リフロー型は画面サイズ変更に追随してレイアウトが変更され、またフォントサイズや行間などを任意で変更することが出来る形式であり、小説や学術書など文章中心の書籍に多い。ページという概念がない。
フィックス型は画面サイズが変更されてもレイアウトが固定されていて、フォントサイズの変更も出来ない形式であり、写真集やコミックなどの書籍に多い。ページまるごと画像で取り込まれた形式のものもフィックス型と言われるが、画像であるためテキスト情報は持たず、文字列検索も出来ない。日本電子書籍出版社協会はフィックス型の場合、全ページ画像のみで構成されるよう勧告している。

## 電子書籍閲覧ソフト
- iBooks　- iOSデバイスとMacに内蔵
- Kindleアプリ
- Kindle Cloud Reader
- CLIP STUDIO READER（旧BS Reader）（セルシス）
- BinB Reader(ボイジャー)
- MD Viewer(メディアドゥ)
- GigaViewer（はてな）
- PUBLUS Reader（PUBLUS）
- Lentrance Reader
- Adobe Acrobat Reader
- book-in-the-box（シャープ）
- EBLIEVAブラウザビューア（シャープ）
- bREADER Cloud（インフォシティ）

## 端末機器
2010年代以降、クロスプラットホーム・クラウドコンピューティングの発展により、同じ電子書籍を違う端末で読み始めても、同じ電子書籍サービスアカウント間での相互接続により、違う端末でも同じページから再び読書が可能である。

### 携帯電話

#### スマートフォン
スマートフォンでの電子書籍閲覧は、スマートフォン用アプリケーションと、ウェブブラウザ上で行われる。
世界的にiPhoneなどスマートフォンにおいて、画面の大きさや操作性の向上など、環境が整備されてきたことから電子書籍の普及が始まった。北アメリカでは、2000年代後半時点でiPhoneは電子書籍の端末としての認識が広がっていた。
日本でもiPhoneは普及しているが、ケータイ小説を除けばコンテンツ整備が遅れていた。これは配信サイトに当たるApp Storeにおけるコンテンツの立ち上げとiOS用のリーダーの開発が必要であった為であるが、その中で日本のApp Store上で2008年12月から産経デジタルが産経新聞紙面を配信するサービスが開始され、当時は先駆的な試みとして話題となった。
2010年にはiPadタブレット端末発売により大きく潮流が変わり、多くのコンテンツプロバイダが参入するようになっている。同年、Android搭載のスマートフォンが本格的に発売されたことで、それに対応した電子書籍サイトの開設も進んだ。NTTドコモと大日本印刷の2Dfacto、シャープのGALAPAGOSなど、端末のベンダー側からもコンテンツ供給のアプローチが行われた。

#### フィーチャーフォン
通信機能と液晶表示部を備え、アプリケーション（iアプリ・EZアプリ・S!アプリなどのJavaアプリ）をダウンロードできる日本のフィーチャーフォンは、電子書籍コンテンツに対応した閲覧ソフトウェアさえ搭載すればすぐに電子書籍端末になる。普及台数や小型であること、すでにメールなどで小さな画面に違和感が少なくダウンロードも一般化していること、課金システムがすでにあることなど、多くの点で携帯電話機が電子書籍の端末として広範に普及する可能性は十分にあった。
日本では、2003年11月にauが売り出したWINシリーズで本格的なサービスが開始された。当時の通信パケット料は従量制が一般的であり、書籍やコミックを携帯電話でダウンロードして閲覧するとコンテンツ代よりもパケット代の方が高くなる状況（いわゆる、パケ死）であったため、実現は困難であった。しかし、auのWINシリーズよりパケット定額モデルが登場し、容量の大きい書籍コンテンツでも配信可能となった。（2003年当時は、書籍のダウンロード可能容量は、1ファイルあたり、1.5Mバイトの制限があった）。このとき、書籍コンテンツを提供したCP（コンテンツプロバイダ）は、凸版印刷（ビットウェイ）、とシャープ、モバイルブックジェーピーの3社である。コミックは、凸版印刷（ビットウェイ）のHandyコミック（現BookLive）のみであった。
2004年前半にNTTドコモが売り出したFOMA 900iシリーズ（どちらもフィーチャーフォンの先陣である）において実現したJavaアプリ（EZアプリ・iアプリ）のリッチ化により、PC向けの電子書籍サイトで採用されていた.bookフォーマットのリーダーであるT-timeのアプリ版リーダーがセルシスとボイジャーによって開発された。その後、出版業界の要請もありビットウェイがプラットフォーム供給者となり、ビットウェイの「Handyコミック」だけでなく、NTTソルマーレ（コミックシーモア）などのCPがコミック配信のメニューサイトを開設した。さらに着うたサイトと同じく徐々に同業者や供給者である出版社自社も参入した。これらは特に携帯コミックと形容されている。ウェブコミックの勝手サイトを含めると1000サイト以上存在した。
また、2005年頃から青空文庫と同様、（自作の）文章をテキスト記述した勝手サイト (HTML) をWWW上に公開し、口コミで評判が広がるケータイ小説という形で電子書籍に近い形態のものが普及した。
携帯コミックの黎明期は単行本（またはその原稿）をスキャンしたものを1話単位で販売課金・配信するだけであったが、2006年頃からは本に掲載せず直にサイト上で描き下ろしを配信する形態のものが現れ、次第に「ウェブコミック」と称されるようになる。
日本での有料携帯電話用コンテンツの市場規模は、2005年から伸び始め、2007年には300億円にもなったというデータもあるが、多くが携帯コミックであり、ケータイ小説も若年女子から広がりを見ないままブームが終わるなど、利用者層が限られた。
auグループは2009年6月から電子書籍コンテンツの閲覧に最適化した高解像度液晶を搭載したフィーチャーフォン「ブックケータイ biblio」を発売したが、大きさ・重さなどが災いしヒットにならず2010年春に後継機種を出さずに終売した。（2010年末に登場したbiblio leafは電子ブックリーダーである。）
2013年にはフィーチャーフォン市場の縮小により、フィーチャーフォン向け電子書籍取次業のデジブックジャパンが倒産した。
2020年から2021年にかけてほぼ全てのフィーチャーフォン向け電子書籍サイトがサービスを終了した。

### パーソナルコンピュータ
パーソナルコンピュータでの電子書籍閲覧は、ウェブブラウザと、Windows・Mac OS・iOS・Android用アプリケーションで行われる。
パーソナルコンピュータは、ソフトウェアを選ぶことで多様な使用法が行なえ、電子書籍の再生もその1つとなる。デスクトップPCからネットブック、そして携帯情報端末までは、可搬性や用途の面で少しずつ異なりながら連続的に並んでおり、大きいものは画面が大きく動画表示などでも能力に余裕があるが可搬性・携帯性は損なわれる。小さいものは画面が小さく動画再生をはじめ処理性能が求められる機能は備えず、使用時間も制約を受けるが携帯性がある。

#### PC用アプリケーション
PCにダウンロードして実行することで、電子書籍コンテンツを再生するものがある。多くが独自の電子書籍ファイル・フォーマットに対応する電子書籍再生ソフトである。
HTMLやPDFのような広く利用されているフォーマットの電子書籍コンテンツでは電子書籍専用の再生ソフトは必要としないが、商品カタログや広告物など、ウェブ上に存在する無数のHTMLやPDFフォーマットのダウンロード・コンテンツを電子書籍と呼ぶかはあいまいである。

#### タブレット
2010年4月3日に、まず米国から販売が始まり、その後、5月28日には世界各国でも販売が開始された iPadは、動画や音楽の再生機能やゲーム機能だけでなく、電子書籍閲覧機能も注目された。このような「タブレットPC」と呼ばれる平板状の携帯型PCは、スマートフォンでは画面が小さすぎるがノートパソコンでは大きく重すぎるという隙間を埋めるものとして歓迎され、複数のメーカーから同様の製品が販売されて新たな携帯型情報端末のカテゴリを形成した。

### 専用端末
電子書籍を閲覧するための専用端末は電子書籍リーダーとも呼ばれ、「Amazon Kindle」、「Rakuten Kobo」、また日本では未発売であるが「Barnes & Noble Nook」などがある。
ほかの端末ではそれほど多くない電子ペーパーを採用している例が多く、軽量かつ充電が少なくて済む設計となっている。

### PDA
1999年6月にシャープのISP兼ポータルサイトのSharp Space TownでPDAザウルス向けに電子書店「ザウルス文庫」を開始。このコンテンツにおいてXMDFフォーマットを初採用した。2001年11月に、凸版印刷のビットウェイがPDA向けに「@irBitway」の名称でサービスを開始。
2002年にはNTTドコモによるがInfogate接続のPC・PDA向けに「M-stage Book」を開始。NTTソルマーレがキオスク端末「Foobio」接続のPDA向けに、ソニースタイルがCLIE向けにコンテンツ数は少ないものの電子書籍コンテンツの販売を行っていた。

## 電子書籍配信サービス
電子書籍流通事業日本国内大手のメディアドゥによると、Kindle、comiXology、楽天Kobo、Nook、Google Play、iBooksが、海外六大電子書店である（2017年時点）。
Sensor Towerによると2022年世界の書籍アプリ売上トップ4は、ピッコマ、LINEマンガ、Audible、WEBTOONである。
都度課金
商品購入する都度に決済する方式。分冊版（単話版）の個別購入・単行本1冊の個別購入・まとめ買い（一括購入）がある。
月額ポイント購入型自動継続課金
月一定のポイントを自動継続で購入し、購入したポイントで電子書籍を購入する。ポイントが足りなくなったら都度ポイントを追加するか、月額コースを新たに登録して旧・月額コース解約が必要となる。ポイントには有効期限がある。キャリア決済（携帯電話会社の料金回収サービス）、クレジットカード決済に対応。
サブスクリプション型自動継続課金
一定の読み放題プランを自動継続で購入することで指定された電子書籍が読み放題となる。クレジットカード決済、キャリア決済（携帯電話会社の料金回収サービス）に対応。
新刊自動購入サービス
予約（登録）した新刊（続刊）を発売日に自動的に購入できるサービス。基本クレジットカード決済のみに対応。
一括前払い定期購読
一括前払いでの定期購読。Fujisan.co.jpのみに採用されている。雑誌によって3ヶ月・6ヶ月・1年・2年・3年と定期購読期間が違う。クレジットカード決済、Web口座振替、コンビニ・ATM・ネットバンキング・Edy払いに対応。
時限制レンタル
時間制限付きで電子書籍が閲覧できるサービス。ストリーミング形式で時間が過ぎると返却（閲覧終了）となる。Renta!などはチケット購入し、電子書籍をチケットで購入するチケット制を採用している。
定額制電子書籍読み放題サービス
定額で対象の電子書籍が読み放題になるサービス（Kindle Unlimited）。
試し読みサービス
電子書籍の販売促進を目的として、いつでも無料（無制限）、待てば無料（閲覧時間制限）、まる読み10分（閲覧時間制限）、無料配布のアイテムを使って無料、初回無料（閲覧回数制限）、会員登録で無料等の閲覧制限と閲覧範囲が設定された電子書籍を無料で読めるサービス。
期間限定無料の電子書籍連載配信サービス
作品（有料の電子書籍・紙の本）または関連商品の宣伝を目的として一定期間無料で電子書籍を連載配信するサービス（ComicWalker、ゼロサムオンライン）。
広告配信型電子書籍配信サービス
バナー広告や動画広告の広告収益により電子書籍を無料で配信するサービス。広告排除の課金プランがあるものもある（マンガ図書館Z、マンガLOVE）。
リサイクル型電子書籍配信サービス
出版社・著作者の収益金額を固定することで消費者が電子書籍の売買ができるサービス（DiSEL BOOKS）
紙の本の店舗特典としての電子書籍配信サービス
対象の紙の本を実施店舗で購入すると対象の紙の本の電子書籍版が追加料金なしで読めるサービス（デジプラス・Airbook）。
完全店頭決済型電子書籍レンタルサービス
電子書籍を取り扱い店舗のレジのみで決済する電子書籍レンタルサービス（GEOマンガ）。

### 日本国内向けの電子書籍配信サービス一覧
- コミックシーモア（NTTソルマーレ）[55]
  - シーモア読み放題[55]
- dブック（NTTドコモ）[55]
- dマガジン（NTTドコモ）[55]
- dアニメストア（NTTドコモ）[55][56]
- auブックパス（KDDI）[55]
- Reader Store（ソニー・ミュージックエンタテインメント） [55]
- コミックROLLY（ソニー・ミュージックエンタテインメント）[55]
- 楽天Kobo電子書籍ストア（楽天グループ） [55]
- RTOON（楽天グループ）[55]
- 楽天マガジン（楽天グループ）
- ブックライブ（BookLive）[55]
- ブッコミ（BookLive）  [55]
- Renta! （パピレス）[55]
- honto（大日本印刷）[55]
- ホンコミ（大日本印刷）
- どこでも読書（モバイルブック・ジェーピー）[55]
- 電子文庫パブリ（一般社団法人デジタル出版者連盟&モバイルブック・ジェーピー）[55]
- DMMブックス／FANZAブックス（合同会社DMM.com／株式会社デジタルコマース）[55]
  - FANZAブックス読み放題
- FANZA同人（株式会社デジタルコマース）
- kinoppy／紀伊國屋書店ウェブストア（紀伊國屋書店）[55]
- BOOK☆WALKER （ドワンゴ）[55]
- ニコニコ漫画（ドワンゴ）[55]
- カドコミ（KADOKAWA＆ドワンゴ）
- BOOKSMART Powered by Booker’s （日本エンタープライズ）[55]
- スゴコミック（日本エンタープライズ）[55]※旧：なでしこ書店
- yodobashi.com （ヨドバシカメラ）
- Kindleストア     　                 　     　     　     　
  - Kindle Unlimited
  - Fliptoon
- Apple Books
- Google Play ブックス
- COCORO BOOKS（シャープマーケティングジャパン）[55] ※旧：GALAPAGOS STORE
- ebookjapan（LINE Digital Frontier&LINEヤフー）[55]
- LINEマンガ （LINE Digital Frontier）[55]
- ピッコマ（カカオピッコマ）[55]
- comico（NHN comico）[55]
- レジンコミックス（レジンエンターテインメント）[55]
- BeLTOON（レジンエンターテインメント）[55]
- TOPTOON（TOPCO JAPAN）
- Toomics（株式会社一般ピープル＆TOOMICS GLOBAL JAPAN）
- U-NEXT（株式会社U-NEXT）[55]
- FOD（株式会社フジテレビジョン）[55]
- music.jp（エムティーアイ）[55]
- コミック.jp（エムティーアイ）[55]
- yomel.jp（エムティーアイ）
- ラクラクコミック（株式会社メディアーノ）[55] ※旧：楽天マンガ
- よむるん（株式会社オリミュウ）[55]※旧：オリコンブックストア
- やまだ書店（株式会社ヤマダデンキ&株式会社テンダ&株式会社ウィナス）
- 漫画全巻ドットコム（TORICO）[55]
- めちゃコミック（アムタス）[55]
- まんが王国（ビーグリー）[55]
- ソク読み（and factory株式会社）[55]
- Pontaマンガ（and factory＆ロイヤリティマーケティング）[55]
- Amebaマンガ（サイバーエージェント）[55]
- サイコミ（Cygames） [55]
- アクセスBOOKS（株式会社エキスプレス・コンテンツバンク）[55]
- アニメイトブックストア（株式会社アニメイトブックストア）[55]
- pixivコミック（ピクシブ）[55]
- BOOTH（ピクシブ）
- ComicFesta（株式会社ウェイブ）[55]
- ぼるコミ（ボルテージ）[55]
- HAPPY!コミック（株式会社デジマース）[55]
- まんがセゾン（メディアドゥ）[55]  ※旧：コミなび
- スマートブックストア（メディアドゥ）[55]
- マンガTOP（日本文芸社）[55]
- HeartOne BooKs（大和リビング）[55]
- いつでも書店（ZITTO）[55]
- クランクイン!コミック（ZITTO）[55]
- モビぶっく／エロもび（株式会社ポップティーン）[55]
- エルラブ（株式会社ナチュラルプランツ）[55]
- コミックMORE（有限会社アクアリーフ）[55]
- iコミック★らんど（有限会社アクアリーフ）[55]
- スマ★コミ（有限会社アクアリーフ）
- ギャラクシーコミック（IBGメディア株式会社）[55]
- コミコミコミック（IBGメディア株式会社）[55]
- コミックマニア（IBGメディア株式会社）[55]
- コミックシルビア（IBGメディア株式会社）
- コミックハーツ（IBGメディア株式会社）
- 漫画生活（IBGメディア株式会社）
- コミックセンター （株式会社ライブジャパン&IBGメディア株式会社）
- コミックホーム（株式会社ライブジャパン&IBGメディア株式会社）
- コミックフリーク （株式会社ライブジャパン&IBGメディア株式会社）
- ニコニココミック（株式会社プロぺディア&IBGメディア株式会社）
- スマコミ（株式会社ティーエムイープラス&IBGメディア株式会社）
- コミックノススメ（株式会社サンコピーフロー&IBGメディア株式会社）
- コミックピース（株式会社サンコピーフロー&IBGメディア株式会社）
- キラキラコミック（株式会社サイトシーイング）[55]
- まんがちゃんねる（株式会社サイトシーイング）[55]
- コミックパラダイス（株式会社サイトシーイング）[55]
- 漫画教室（株式会社サイトシーイング）[55]
- 東京コミック（株式会社サイトシーイング）[55]
- 漫画これくしょん（株式会社サイトシーイング）[55]
- よみもん！（株式会社サイトシーイング）[55]
- パワーコミック（株式会社サイトシーイング）[55]
- GOODコミック（株式会社サイトシーイング）[55]
- まんが通 （株式会社サイトシーイング）[55]
- コミック日和（株式会社サイトシーイング）
- コミソク（株式会社re-direct.）[55]
- コミック生活（株式会社re-direct.）[55]
- コミックストア（株式会社re-direct.）[55]
- よみーな（株式会社パブリッシングリンク）[55]
- HONYAAAH!（株式会社パブリッシングリンク）[55]
- BOOKネクスト（株式会社パブリッシングリンク）[55]
- ヨムゾー（株式会社パブリッシングリンク）[55]
- こみぽん！（株式会社パブリッシングリンク）[55]
- コミックフレンド（Uクリエイト株式会社&株式会社サイトシーイング）
- コミックゴールド（Uクリエイト株式会社&IBGメディア株式会社）
- スーパーコミック（Uクリエイト株式会社&IBGメディア株式会社）
- Hey Comic（株式会社アローズ&IBGメディア株式会社）
- コミックプラザ（株式会社アローズ&IBGメディア株式会社）
- コミックワールド（株式会社アルシオン&IBGメディア株式会社）
- コミックGO（株式会社アップス&IBGメディア株式会社）
- コミックアポロ（株式会社アイカラー&IBGメディア株式会社）
- コミックアングル（株式会社アイカラー&IBGメディア株式会社）
- コミックアプリ（株式会社アイカラー&IBGメディア株式会社）
- ギガコミックス（株式会社YUUCA&IBGメディア株式会社）
- ドリコミ（株式会社YUUCA&IBGメディア株式会社）
- コミックスター（株式会社Lathyrus&IBGメディア株式会社）
- コミックミク（株式会社Lathyrus&IBGメディア株式会社）
- コミランド（株式会社Lathyrus）
- コミックウィーク（株式会社Isolated Pawn&IBGメディア株式会社）
- コミックキング（株式会社Isolated Pawn&IBGメディア株式会社）
- こみっく！（株式会社Isolated Pawn&IBGメディア株式会社）
- コミック読もうぜ（株式会社avail&IBGメディア株式会社）
- マイコミック（株式会社avail&IBGメディア株式会社）
- コミログ（ボンサイ株式会社&IBGメディア株式会社）
- コミックアルカナ（ボンサイ株式会社&IBGメディア株式会社）
- ナイス♪コミック（ボンサイ株式会社&IBGメディア株式会社）
- メガコミック（株式会社アドエイト&IBGメディア株式会社）
- 姫コミック（株式会社アドエイト&IBGメディア株式会社）
- OMG！コミック（株式会社ZIO&IBGメディア株式会社）
- ハイっ☆コミック（株式会社ZIO&IBGメディア株式会社）
- コミ★フル（株式会社SEEC）
- コミ速VIP（株式会社SEEC）
- 格上コミック（株式会社SEEC）
- コミックTube（株式会社Radiant）
- コミックエイト（株式会社Radiant）
- コミックガイド（株式会社FAZZ）
- コミックの嵐（株式会社FAZZ）
- COOL COMIC（株式会社ブシドー）
- もっとコミック（株式会社ブシドー）
- まんが部（株式会社ブシドー）
- コミックBoys（株式会社ACTKEY）
- コミックBB（株式会社ACTKEY）
- DokkiriComic（株式会社シーガル）[55]
- ComicNEO（株式会社シーガル）[55]
- Every one G Comic（株式会社シーガル）
- コミックmini（アサップネットワーク株式会社）[55]
- コミックアイランド（株式会社WECSy Marketing）[55]
- コミックダンク（株式会社WECSy Marketing）[55]
- The Book（株式会社WECSy Marketing）[55]
- マンガPRO（株式会社プレージュ）[55]
- コミックGENESIS（株式会社イクシス）[55]
- 激らぶコミック（株式会社イクシス）[55]
- コミピア（株式会社イクシス）[55]
- マンガスパーク（株式会社イクシス）[55]
- トレンドコミック （株式会社イクシス）[55]
- ソクコミ（株式会社イクシス）[55]
- comicマニアックス （株式会社イクシス）[55]
- デジネ（株式会社イクシス）[55]
- コミックビュッフェ（株式会社イクシス）[55]
- 漫タンcomic（株式会社イクシス）[55]
- comic station（株式会社イクシス）[55]
- コミdays（株式会社イクシス）[55]
- 漫画BANK（株式会社フラックス）[55]
- マンガDAYS（株式会社フラックス）[55]
- MANGACOCO（株式会社フラックス）[55]
- ハピマガ（株式会社HAPPINESS）[55]
- スマコミック（株式会社HAPPINESS）[55]
- JOY COMIC（株式会社HAPPINESS）[55]
- チケコミ（株式会社セレス）[55]
- 電子書店コミスト（株式会社グッドプレイス）  [55]
- マンガマニアックス（株式会社グッドプレイス）
- ＆COMIC（株式会社tnk）[55]
- デジコミSHOP（株式会社ミューズ）[55]
- ドキLOVE☆コミック（株式会社ミューズ）[55]
- コミックKING（株式会社ミューズ）[55]
- コミックQUEEN（株式会社ミューズ）[55]
- 電子まんが全巻ゲット！（株式会社ミューズ）[55]
- more Read!（株式会社ミューズ）[55]
- LOVE☆コミックス（株式会社ミューズ）[55]
- Peace&Books（株式会社ミューズ）[55]
- プレブックス（株式会社ミューズ）[55]
- ブックガーデン（株式会社ミューズ）[55]
- 電撃☆コミックストア（株式会社ミューズ）[55]
- D-コミックス（株式会社ミューズ）[55]
- プレミックス（株式会社ミューズ）[55]
- オンラインブックストア「mini books」（株式会社ミューズ）
- Loading books （株式会社ミューズ）[55]
- コミックマスター（株式会社ミューズ）[55]
- 電子COMIC グリード（株式会社ミューズ）[55]
- コミスタ.com（株式会社ミューズ）[55]
- COMEDIA! （株式会社ミューズ）[55]
- ComiLog（株式会社ミューズ）[55]
- コミックStep （株式会社ミューズ）[55]
- Digi-book store（株式会社ミューズ）[55]
- 電子書籍コミックブレイン（株式会社ミューズ）[55]
- コミックトリッパー（株式会社ミューズ）[55]
- コミパレード（株式会社ミューズ）[55]
- mobaブックス（株式会社ミューズ）[55]
- コミカラーズ（株式会社ミューズ）[55]
- コミックステージ （株式会社ミューズ）[55]
- WEBコミックBeast（株式会社ミューズ）[55]
- COMIC王（株式会社ミューズ）[55]
- PICK UPコミックス（株式会社ミューズ）[55]
- 好きです漫画 （株式会社ミューズ）[55]
- コミック番地（株式会社ミューズ）[55]
- 漫画日和（株式会社ミューズ）[55]
- コミバラ（株式会社ミューズ）[55]
- コミックエンジェル（株式会社ミューズ）[55]
- COMICAGE（株式会社ミューズ）[55]
- コミックSPACE（株式会社ミューズ）[55]
- 本命BOOKS（株式会社ミューズ）[55]
- キメ★コミ（株式会社ダブルクリック）[55]
- comic et cetera（株式会社テイクアンドシェア）[55]
- コミックライフ（株式会社プラム）[55]
- 萌らぶコミック（株式会社プラム）[55]
- コミックPuzzle（株式会社プラム）[55]
- comicラビリンス（株式会社プラム）[55]
- 大人の漫画セレクション（株式会社プラム）[55]
- comic green （株式会社プラム）[55]
- コミックタウン（株式会社プラム）[55]
- コミパリ（株式会社プラム）[55]
- コミコネクト（株式会社コミネット）[55]
- フォレストコミック（株式会社大樹）[55]
- ビッグセラー（イース株式会社）[55]
- EVERYcomi （株式会社ADVANC）
- コミックサーチ（旧：株式会社foresight、現：株式会社HIKARI）[55]
- ComicFreak（株式会社トゥルーステージ）[55]
- 漫画屋（株式会社alphaBit）[55]
- ザマンガ（株式会社スタンド）
- ComicLine（株式会社Crew）
- COMILAND（株式会社flux）
- COMISTA（株式会社ブックマーク）[55]
- コミックライフ（株式会社ブックマーク）
- 新萌えコミタウン（株式会社ブックマーク）
- ガルコミ（株式会社ブックマーク）
- コミックフリー（株式会社オット）[55]
- 激推しコミック（株式会社プログレッシブ）[55]
- Оｈ！マンガプッシュ（株式会社メビウス）[55]
- ビデックスコミック（株式会社ビデックス）[55]
- ハピ☆コミ（株式会社アイベック）
- こみっくなう（株式会社サンライズ）
- よもっと！（株式会社サンライズ）
- コミックLEED （リイド社）
- マンガ5（レベルファイブ）[55]
- コイコミ（アソビモ株式会社）
- DiSEL BOOKS（アソビモ株式会社）
- ふゅーぷろComics （ふゅーじょんぷろだくと）
- フェアベルマンガ（株式会社フェアベル）[55]
- コミチ （株式会社コミチ）[55]
- コルクスタジオ（コルク＆株式会社コミチ）
- チャンピオンクロス（秋田書店＆株式会社コミチ）[55]
- ヤンチャンWeb（秋田書店＆株式会社コミチ）[55]
- ヤングアニマルWeb（白泉社＆株式会社コミチ）[55]
- マンガゼグラ（スターツ出版＆株式会社コミチ）
- マンガルト（リイド社＆株式会社コミチ）
- コミックグロウル（ブシロードワークス＆株式会社コミチ）
- アサコミ（朝日新聞出版＆株式会社コミチ）
- コミックPASH! neo（主婦と生活社＆株式会社コミチ）
- COMICリュエル&COMICジャルダン（実業之日本社＆株式会社コミチ）[55]
- ハヤコミ（早川書房＆株式会社コミチ）[55]
- MAGKAN（マッグガーデン＆株式会社コミチ）[55]
- ライコミ（マイクロマガジン社＆株式会社コミチ）[55]
- COMIC MeDu（ジーオーティー＆株式会社コミチ）
- マンガBANGコミックス（株式会社Amazia＆株式会社コミチ）
- ビッコミ（小学館・システム提供：株式会社コミチ）[55]
- リマコミ＋（集英社・システム提供：株式会社コミチ）[55]
- マグコミ（マッグガーデン）[55]
- Vコミ（Vスクロールコミックス） [55]
- マンガLOVE（株式会社prima）[55]
- マンガFREEDOM （株式会社prima）[55]
- ラブコミ （株式会社prima）[55]
- マンガ放題（株式会社prima）[55]
- マンガPINK （株式会社prima） [55]
- マンガHEAVEN （株式会社prima）[55]
- 恋愛マンガ秘密の本棚（株式会社総合企画）[55]
- マンガボックス（株式会社マンガボックス）[55]
- マンガBANG！（株式会社Amazia）[55]
- マンガBANGブックス（株式会社Amazia）
- マンガトート （株式会社Amazia） ※旧：PaLFe[55]
- GANMA! （コミスマ）[55]
- HykeComic（株式会社HykeComic）[55]
- DADAN（DADAN株式会社）[55]
- ひめコミ（株式会社MAGIA）[55]
- ゼブラック（集英社）[55]
- 少年ジャンプ+（集英社）[55]
- ジャンプTOON（集英社＆サイバーエージェント）
- マンガMee（集英社）[55]
- ヤンジャン!（集英社）[55]
- 週プレ グラジャパ！（集英社）[55]
- マンガノ（はてな＆集英社）
- 小学館eコミックストア（小学館&エイトリンクス）[55]
- サンデーうぇぶり（小学館）[55]
- マンガワン（小学館）[55]
- フラコミlike!（小学館＆Link-U Technologies）
- マンガPark（白泉社）[55]
- 白泉社e-net!（株式会社キャラウェブ）[55]
- コミックDAYS（講談社）[55]
- マガポケ（講談社）[55]
- ヤンマガWeb（講談社）[55]
- Palcy（講談社）[55]
- 一迅プラス（一迅社）[55]
- マンガUP！（スクウェア・エニックス）[55]
- ガンガンONLINE（スクウェア・エニックス）[55]
- COMIC FUZ（芳文社）[55]
- マンガがうがう（双葉社）[55]
- コミックガルド（株式会社オーバーラップ・プラス＆株式会社オーバーラップ）[55]
- コミックガルド＋（株式会社オーバーラップ・プラス）
- マンガほっと（コアミックス）
- コロナEX（TOブックス）[55]
- comicブースト（幻冬舎コミックス）[55]
- 幻冬舎plus（幻冬舎）[55]
- アルファポリス（株式会社アルファポリス）[55]
- ファイアCROSS（ホビージャパン）[55]
- ステキコミック（ステキコンテンツ）[55]
- ステキブックスストア（ステキコンテンツ）[55]
- SBCr電子書籍ストア（SBクリエイティブ）
- 早川書房オンラインストア（早川書房）
- La Roseraie（ラ ロズレ）（株式会社SGH）[55]
- フランス書院WEBサイト（フランス書院）[55]
- ティアラ文庫WEBサイト／オパール文庫WEBサイト／オパールCOMICSWEBサイト（フランス書院）[55]
- MGSブックス（メディアグローバルステージ）[55]
- Komiflo（株式会社Komiflo）[55]
- GENKOSHA DIRECT（玄光社）
- ちえうみ（佼成出版社）
- 学研ライブラリー（株式会社Gakken）
- サンマーク出版直営電子ストア（サンマーク出版）
- ASB電子雑誌書店（株式会社三栄）
- 旅する本棚（JTBパブリッシング）
- マイナビBOOKS（マイナビ出版）　
  - Tech Book Zone Manatee（マイナビ出版）
  - くらしの本棚（マイナビ出版）
  - 978STORE（マイナビ出版）
- SEshop（翔泳社）[55]
- コミモ！（SEモバイル・アンド・オンライン株式会社）
- インプレスブックス（インプレス）
- Gihyo Digital Publishing（技術評論社）
- 達人出版会（株式会社達人出版会）
- BOOK TECH（BOOK TECH株式会社）[55]
- Tech Village 書庫＆販売（CQ出版）
- ぎょうせいオンラインショップ（ぎょうせい）
- 新日本法規WEBサイト（新日本法規出版）
- ビジネス専門書オンライン（中央経済グループパブリッシング）
- BUSINESS LAWYERS LIBRARY（弁護士ドットコム）
- Legalscape Store（株式会社Legalscape）
- Knowledge Worker（丸善雄松堂）
- KaLib（株式会社杏林舍）
- 医書.jp（医書ジェーピー株式会社）[55]
- M2PLUS（エムスリー）
- メテオ・メディカルブックセンター（株式会社メテオ）
- 大学生協電子書籍購入サイト（株式会社大学生協事業センター）
- Sharelot書店（株式会社MOCHI）[55]
- YONDEMILL（株式会社フライングライン）※出版社のWebサイトの試し読みから販売
  - Ohta Web Comic（太田出版）
- コンテン堂（株式会社エスペラントシステム）  　                             
  - 沖縄eBooks（株式会社近代美術）  
  - KINZAI eBOOK（株式会社きんざい）
  - 銀の鈴社 電子ブックストア（株式会社銀の鈴社）
  - 三才ブックス<電子出版> （三才ブックス）
  - 医学書専門電子書店 CBR Digital（株式会社シービーアール）
  - BookWay（小野高速印刷株式会社）
  - リックテレコム電子Books（株式会社リックテレコム）[55]
- GiGicomi（株式会社アイ・ポイント）[55]
- HBOX.JP（株式会社アイ・ポイント）
- comipo（viviON）[55]
- DLsite（エイシス）
- DiGiket.com（株式会社アットリンクス）[55]
- Gyutto.jp／Gyutto.com／Gyutto.me（株式会社ハブロッツ）
- DL.Getchu.com（株式会社ゲインズ）
- メロンブックス（株式会社メロンブックス）
- とらのあな電子書籍（株式会社虎の穴）
- アリスブックス電子書籍（株式会社アリスブックス）
- 理想書店（株式会社ボイジャー）
- BCCKS（株式会社BCCKS）
- パブー（デザインエッグ）
- FC2コンテンツマーケット（FC2）
- ブック放題（ビューン） [55]
  - 読み放題プレミアムbyブック放題 （ビューン）[55]
- タブホ（株式会社オプティム）
- Fujisan.co.jp（富士山マガジンサービス）
- マガストア（富士山マガジンサービス）
- ネットオフ電子書籍読み放題（ネットオフ株式会社[57]）
- シナノブックドットコム（株式会社アート・アイズ・クリエイション）
- マンガ図書館Z（株式会社Jコミックテラス）

### 法人向けサービス
- ビューン読み放題スポット[55] ※店舗・ホテル向け
- ビューン読み放題マンション[55] ※集合住宅のオーナー向け[58]
- ビューン読み放題タブレット[55] ※美容室･病院向け
- コミックホーダイ（凸版印刷＆サイブリッジ）[55]※店舗・施設向け
- マガホーダイ（凸版印刷＆サイブリッジ）[55]※店舗・施設向け
- るるぶ読み放題（凸版印刷＆サイブリッジ）[55]※店舗・施設向け
- えほんほーだい（凸版印刷 ＆サイブリッジ）[55]※店舗・施設向け

### 電子図書館サービス
インターネット上の電子図書館
青空文庫など
図書館のデジタル化資料送信サービス
国立国会図書館デジタルコレクション、ハーティトラストなど
図書館内限定電子書籍閲覧サービス
凸版印刷の電子図書館サービスなど
通信教育会員向け電子書籍提供サービス
電子図書館まなびライブラリー（ベネッセコーポレーション）
教育機関・図書館向け電子書籍提供サービス
公立図書館では、2002年北海道岩見沢市立図書館が電子書籍の閲覧サービスを始めたが、需要が少なかったため、書店の指定した2カ月の無償での試行の後、取り止めとなった。 大学図書館では、紀伊國屋書店が手がける、OCLC（後にEBSCO Publishingに運営移管）の学術教養系和書・洋書の電子書籍配信サービス、ネットライブラリー(NetLibrary) が、早くから普及している。特に2009年10月、凸版印刷と紀伊國屋書店の協業 後、学術教養系和書電子書籍のコンテンツ数が増えている。
- LibrariE&TRC-DL（図書館流通センター）
- LibrariE（日本電子図書館サービス）[55]
- KinoDen（紀伊國屋書店）
- OverDrive（OverDrive, Inc.、日本代理店：メディアドゥ）
- Maruzen eBook Library（丸善雄松堂）
- 学研スクールライブラリー（株式会社Gakken）[55]
- 読書館（株式会社エスペラントシステム） [62]
- School e-Library（eライブラリー有限責任事業組合）

## 電子書籍ソリューション

### 電子書籍出版社

#### 電子書籍配信代行サービス
- ナンバーナイン（株式会社ナンバーナイン）
- ブリック出版（BookLive）
- マンガハックPerry（エコーズ株式会社）
- 電書バト（佐藤漫画製作所）
- 同人誌・個人出版サービス「著者センター」（ブックウォーカー）
- コンパス（株式会社コンパス）
- FILL-IN（株式会社ライドオン）
- UPコミック（PICK UP PRESS）

### 電子書籍取次
電子書籍取次とは、出版社又は著作権者からコンテンツを預かり、国内・海外の電子書店又は電子図書館にコンテンツを供給する電子書籍流通業者である。
電子書籍流通システム、ストアシステム、ビューアなどのシステムを提供する取次販売とシステムを提供しないファイルベースでの取次販売がある。

### 個人出版向けサービス
- Kindle ダイレクト・パブリッシング
- 楽天Koboライティングライフ
- 同人誌・個人出版サービス「著者センター」（ブックウォーカー）
- ネクパブ・オーサーズプレス（インプレスホールディングスとメディアドゥの合弁会社株式会社PUBFUN）
- BCCKS（株式会社BCCKS）
- Romancer（株式会社ボイジャー）
- パブー（デザインエッグ）

### その他ソリューション企業
- 株式会社ボイジャー - 1992年に萩野正昭と米国Voyager Company（英語: Voyager Company）のロバート・スタイン（英語版）との合弁により設立された企業[63]。
- 株式会社セルシス
- 株式会社PUBLUS
- 株式会社はてな
- アイドック株式会社[64][65]
- 株式会社コミチ[66][67]
- イースト株式会社[68]
- 株式会社インフォシティ

## 配信形態
1980年代から90年代においてはフロッピーディスクやCD-ROMといったメディアで配付されるものも多かったが、90年代後半からはインターネットの普及もあり、通信ネットワークで配信されるものが主流となった。
ネットワークでの配信方式は大きく分けて、配信先から電子書籍を端末に保存して読むダウンロード方式と、端末にデータを保存せずにオンラインのまま読むストリーミング方式がある。

### 携帯電話の配信形態
携帯電話の場合は、キャリア毎の端末機の仕様のため、実際には、KDDI (au)、ソフトバンクモバイルがダウンロード方式で、NTTドコモはストリーミング方式である。2003年11月に、はじめて携帯電話でダウンロード方式のコミック配信をビットウェイ社が開始した。携帯電話のコミック用ビューワーは、当初ベクター形式のコミックサーフィンとラスター方式のビットウェイ・ビューワーの2方式で始まった。その後、コミックサーフィンにラスター形式の機能が実装され、主流となった。

### 著作権保護を優先し認証を必要とする
電子書籍データを端末に一部、またはすべてダウンロードするが、閲覧するためにはインターネットに接続していることが必要な形式である。サーバから情報をダウンロードして、キャッシュとしては記憶されるが、この一時ファイルは閲覧中は開かれたままで、静的なデータとしては基本的に保存できない。インターネット上のサーバに接続していないと閲覧できないため、提供側はかなり確実な著作権保護を得られるが、閲覧者には利便性が損なわれる。基本的には一般のウェブブラウザにプラグインと呼ばれる機能拡張プログラムをインストールして閲覧できるようになっているが、ウェブブラウザとは別に動作するものもある。

## 問題点

### デジタルデバイド
専用端末の有無がデジタルデバイド（情報格差）を生じる可能性がある。特に米国では、政府は公的な発表をインターネットのような電子的な手段で行なうのに積極的だが、国民の全てがパソコンを持って閲覧できる環境に在るとは限らない。この点が米政府の完全電子公報化の足枷となっている。この問題は電子機器が広まっていない最貧国ではさらに深刻であり、本来は社会を豊かにするための知識を提供する書籍が、電子化によるデジタルデバイドで、それら書籍に親しむべき貧困層の手に届かない危険性を生む。

### 電子機器としての弱点
このほか、これら電子書籍と閲覧端末が何らかの形で電子機器に依存するため、これら機器に固有の問題も含んでいる。例えば、電力がなければそもそも利用できないため、発展途上国など停電が常態化している場所や電源が得がたい地域での利用が難しいこと、また繊細な電子機器は精密機器の例に漏れず故障しやすく衝撃や浸水などによってたやすく壊れてしまうこと、電子機器の操作が必要なこと、そして何より端末自身が旧態化することで、端末そのものの商品価値が損なわれるだけではなく、新機種への乗り換えに際して互換性の問題から旧来機種向けのデータを移行する手間がかかるか、あるいは旧機種向けデータをあきらめるしかないなどの懸念も存在する。また、電子機器の液晶の発する光によって目の疲れを引き起こしやすい。さらに、書き換え可能な電子情報であるため、文書の改ざんや削除など、第三者による意図的な攻撃から完全に逃れることがセキュリティー上の課題となる。

### 事業者側による電子書籍削除
紙の出版物とことなり、代金支払後であってもサービス提供元の都合等により一方的に電子書籍が削除され、利用できなくなることがある。

### 出版者による無断販売
- 海賊版電子書籍の販売[73]
- 同人誌の海賊版販売[74]
- 流出した個人情報で電子書籍として販売[75]

### 著作権保護と可搬性
紙の出版物をデジタル情報化すれば、なんらかの複製制御の仕組みを配布方法や再生機器内に備えないと、デジタル情報は容易に複製物が作られるようになり、P2P型共有ソフトなどの違法な情報複製によって本来の著作物の販売が阻害されるなど著作権者の権利が侵害される可能性が高い。これを避けるために、電子書籍では当初からオンラインによる認証機能を設けたり、ダウンロードした端末以外で閲覧できないようにするといったハードウェア・キーを導入したりすることで、広範な複製は行なわれないようになっている。著作権者の権利はこれでほとんど保護されるが、利用者にとっては購入したコンテンツが特定の機器に縛られて可搬性が制限されたり、閲覧キーが損壊してしまえばまったく再生できず最悪では再購入する以外に手段がないなど、利便性が大きく失われることになる。これらが電子書籍の普及を阻害する一要因になっているとの指摘もある。2010年にはApp Storeで紙の出版物をスキャンした電子書籍の海賊版が多数見つかり、問題となった。2010年には、不足する電子書籍を利用者が手元の書籍等をスキャンして自ら電子情報化する「自炊」という作業が顕在化したが、その手法の派生として専門業者が登場し、スキャンデータの不法なコピーが流通する危険性に加えて、自炊作業によって本来は破棄される裁断済みの書籍束が他者のスキャンに幾度も利用されかねないという別の著作権侵害の問題を引き起こすと危惧されている。

### 電子化権利問題
コンテンツの多くは紙媒体での出版を前提とした契約下で関係者が製作に携わったものであり、その電子化と公開ではそれら関係者の利権がからみあい、デジタル情報ゆえに新たな契約が対象とする配布媒体・データ形態の範囲がわかりにくい、コンテンツの電子化にも技術面以外の様々なハードルが存在している。
Google社は著作権者に無断で電子書籍化を進めてそれらをネットワーク上で公開することで権利を侵害したとして、米国内で著者・出版社団体から訴えられ、2年以上にもわたる係争の結果、多額の和解料の支払いとユーザーに対する課金および著作権料徴収を徹底するという条件を飲むことでようやく和解に至っている。
コンテンツの提供者側の課題の1つは電子書籍に関わる複雑な権利関係をどのように処理するか、ということである。現在の電子書籍は、主にこれまで紙媒体で流通していた作品を電子化したものが大多数である。また、そのような作品が一番人気があり市場でも売れている。しかし、過去に出版された作品を電子化によって再版する場合に、権利を誰が所有しているのか明らかではないことが多い。なお、電子化を行う手段としては紙媒体をスキャンする方法と近年主流になっている印刷用に用意したDTPデータを電子書籍用のデータに変換することで電子化する方法がある。スキャンする方法では紙媒体のレイアウトもスキャンすることになるが、このレイアウトの権利（版面権）は著者ではなく、出版社が保持しているとの見解もあり、このような非常に複雑な権利関係の処理が出版業界に電子化を躊躇させている。また、収益性からオリジナルの電子書籍作品が流通しにくい事も電子書籍が普及しない一因とも言える。従来の紙による出版物であれば、書店取次ぎに出版物を卸した段階で（実際には数カ月のタイムラグがある）出版社に収入があり、それを原資に著者や制作に関する費用を支払うことができるが、電子書籍ではこのようなシステムを構築するのが難しい。一部の電子書籍書店ではアドバンス（売上げの前払い）で対応しているが、上手く機能しているとは言い難い。

### 著作権切れ出版物の供給
プロジェクト・グーテンベルクや青空文庫のような著作権切れコンテンツも存在するが、そういった過去の作品だけでは電子書籍の利用者のニーズを満たせない。著作権切れの書籍などをデジタル情報による無料コンテンツへ加工する作業は、ボランティアか無償提供目的の公益の事業などが行なっている。日本では国立国会図書館 や複数の大学図書館、美術館などが著作権適用期間を過ぎた古い書物や古文書の電子化を行なっているが、これらは互いに異なるファイル形式で記述しているために、利用者には不便である。また、逆に商業的な電子書籍の流通網は基本的に使用できないために、閲覧者の利便性を損なう面もある。

### 出版社・書店の影響
電子書籍が流通すれば電子書籍出版社が直接著作者から出版権を購入し販売することになる。そうなれば出版社や書店は大打撃を受けると予想されている。
日本国内の大手出版社は2010年2月に日本電子書籍出版社協会を発足させAmazonなど大手ネット書店に対抗している。

## 主な業界団体
- 一般社団法人日本電子出版協会（JEPA） - 1986年7月設立。大手出版社により、CD-ROM型電子書籍の出版権の確保を目的に設立。業界全般が対象。EPUB3.0の多言語対応に尽力。
- 一般社団法人デジタル出版者連盟（DPFJ、電書連） -2010年2月、大手出版社21社によって一般社団法人日本電子書籍出版社協会（電書協）として設立。「EPUB 電書協フォーマット」策定・「電子文庫パブリ」運営。CD-ROMフォーマットISO 9660の日本語対応に尽力。2021年10月に一般社団法人デジタルコミック協議会と合併。
- 一般社団法人電子出版制作・流通協議会（AEBS、電流協） - 2010年7月、大手・中堅印刷会社と電子書籍取次会社を中心に89社で設立。電子書籍の流通調査・流通基盤の整備。
- 日本電子書店連合（JEBA） - 2018年4月、電子書籍販売サイトを運営する5社によって設立された任意団体。
- 一般社団法人ABJ - 2020年1月、電子書籍の海賊版の流通防止を目的として、メディアドゥ・大手出版社4社・日本漫画家協会により設立。

以下はかつて存在していた団体。
- 電子書籍コンソーシアム（e-Book Japan） - 1998年10月設立。出版社・家電メーカー・出版取次など145社が参加。通商産業省の施策としてブックオンデマンド実証実験を実施。2000年1月末に実証実験を終え、解散したと思われる。
- 電子ブックコミッティ - 1991年設立。ソニーが主体の電子ブック(8cm CD-ROM)普及のための団体であった。電子ブックの販売終了により2000年4月に解散。
- EPWINGコンソーシアム - 1991年10月設立。CD-ROM電子辞書のフォーマットである「EPWING」規約の普及のための団体であったが、2003年頃には活動停止。EPWINGフォーマット（JIS X4081「日本語電子出版検索データ構造」）を策定。
- 一般社団法人デジタル教科書教材協議会 - 2010年7月、デジタル教科書の開発・普及を目的として設立。主に教科書会社が参加。2019年4月、超教育協会に吸収。
- 一般社団法人デジタルコミック協議会 - 2006年9月、マンガを出版する出版社22社によって設立。「デジタルコミック協議会 EPUB3 固定レイアウト 仕様ガイド」・「電書協・デジコミ協共通書誌情報」策定。2021年10月、日本電子書籍出版社協会に吸収。